# Fantasy-Jahr 1953
Übersicht

◄◄ | ◄ | 1949 | 1950 | 1951 | 1952 | Fantasy-Jahr 1953 | 1954 | 1955 | 1956 | 1957 | ► | ►►

Weitere Ereignisse

## Neuerscheinungen Literatur
| Deutscher Titel                                 | Deutschsprachiges Erscheinungsjahr | Originaltitel            | Autor                                 | Anmerkungen |
| ----------------------------------------------- | ---------------------------------- | ------------------------ | ------------------------------------- | ----------- |
| Conan und der Schatz des Tranicos               | 1982                               | The Treasure of Tranicos | Robert L. Howard & L. Sprague de Camp |             |
| Die Tür nach Narnia später: Der silberne Sessel | 1981                               | The Silver Chair         | C. S. Lewis                           |             |

## Neuerscheinungen Filme
| Deutscher Titel | Deutschsprachiges Erscheinungsjahr | Originaltitel               | Regie                                           | Anmerkungen |
| --------------- | ---------------------------------- | --------------------------- | ----------------------------------------------- | ----------- |
|                 |                                    | Non è mai troppo tardi      | Filippo Walter Ratti                            |             |
|                 |                                    | Francis Covers the Big Town | Arthur Lubin                                    |             |
| Peter Pan       | 1953                               | Peter Pan                   | Clyde Geronimi, Wilfred Jackson, Hamilton Luske |             |

## Neuerscheinungen Fernsehserien
| Deutscher Titel | gesendet  | Originaltitel | Episoden | Staffeln | Anmerkungen |
| --------------- | --------- | ------------- | -------- | -------- | ----------- |
|                 | 1954–1955 | Topper        | 19       | 1        |             |

## Geboren
- Paul Hoffman
- Wolfgang Hohlbein
- Karl-Heinz Witzko († 2022)
- Janny Wurts